# Noem me bij jouw naam
Noem me bij jouw naam (originele titel: Call Me By Your Name) is een bildungsroman geschreven door André Aciman uit 2007. Het boek draait om Elio Perlman, die terugblikt op zijn relatie met Oliver. In 2017 werd een filmadaptatie uitgebracht. Een opvolger met de naam Vind me werd uitgebracht in 2019.

## Verhaal
In 1983 woont de zeventienjarige Elio samen met zijn ouders in Noord-Italië. Hij ontmoet Oliver, een Amerikaan die zes weken bij zijn familie logeert. Elio wordt verliefd op hem en ze vormen uiteindelijk een korte liefdesrelatie.

## Ontvangst
In haar recensie voor The New York Times noemde Stacey D'Erasmo de roman “een uitzonderlijk mooi boek”. In The New Yorker schreef Cynthia Zarin: “Acimans eerste roman laat zien dat hij een scherpzinnig grammaticus van het verlangen is”.
De roman heeft meer dan 800.000 exemplaren verkocht en is vertaald naar minstens 34 verschillende talen.
In januari 2023 werd het boek verboden in bibliotheken en klaslokalen in het schooldistrict van St. Johns County. In september 2023 werd het boek verboden in bibliotheken en klaslokalen in het schooldistrict van Matanuska-Susitna Borough.